# لي يوتشين
لي يوتشين (15 يوليو 1928 – 24 أبريل 2001) والتي يشار إليها أحيانًا باسم «المحظية الإمبراطورية الأخيرة» (末代 皇 娘)، كانت الزوجة الرابعة لآخر أباطرة الصين بوئي الذي تزوجته عندما كان الأخير هو الحاكم الاسمي لمانشوكو، وهي دولة عميلة أنشأتها إمبراطورية اليابان خلال الحرب اليابانية الصينية الثانية.

## السيرة الشخصية
كانت لي يو تشين امرأة صينية من الهان ولدت في تشانغتشون. كانت لي يوتشين من الصينيين الهان وقد ولدت لعائلة من الطبقة المتوسطة من شاندونغ. كانت عائلتها فلاحية في تشانغتشون في جيلين. كان والدها، لي ديغوي، مترجمًا لمنظمة تنصيرية محلية، بينما كانت والدتها، وانغ زيرو، مالكة مزرعة حرير صغيرة في ضواحي تشانغتشون. خدم كلا الجانبين من عائلة لي البلاط الإمبراطوري، حيث كانت جدتها الكبرى من جهة الأب هي الممرضة الرطبة لابنة الإمبراطور Tongzhi ومن جهة عائلة أمها من أطباء البلاط. وبعد سقوط أسرة تشينغ، تم طرد العديد من الأشخاص الذين عملوا في البلاط الإمبراطوري من قبل القوات الجمهورية إلى المقاطعات الريفية، وهكذا انتهى المطاف بعائلة لي في الطبقة العامة. كان لها شقيقان وثلاث شقيقات وعاشت طفولة سعيدة نسبيًا.
التحقت لي بأكاديمية نانلينغ للبنات (新京南嶺女子優級學校) في تشانغتشون، التي كانت تعرف آنذاك باسم هسينكينج، عاصمة مانشوكو. في فبراير 1943، نقل مدير المدرسة كوباياشي والمعلم فوجي لي وتسع فتيات أخريات إلى استوديو التصوير الفوتوغرافي للصور. بعد ثلاثة أسابيع، قام مدير المدرسة والمعلم بزيارة منزل لي وأخبرها أن إمبراطور مانشوكو بوئي أمرها بالذهاب إلى القصر للدراسة. تم نقلها أولًا إلى ياسونوري يوشيوكا، الذي استجوبها بدقة. ثم دفعها يوشيوكا إلى والديها وأخبرهما أن بوئي أمرها بالدراسة في القصر. لقد وعد والديها بالمال. خضعت لي لفحص طبي، ثم نُقلت إلى شقيقة بوئي، يونهي، وتعلمت في بروتوكول القصر. أصبحت لي محظية بوئي وحصلت على لقب السيدة النبيلة فو (福貴 人). لقد عاشت أسلوب حياة فخم وكان لديها العديد من الخدم. فضلها بوئي ومع حقيقة أنه غالبًا ما كان يمارس الجنس معها، إلا أنها لم تحمل أبدًا. لقد كانت أيضًا مسؤولة عن الأسرة الإمبراطورية حيث كانت الإمبراطورة وانرونغ مدمنة على الأفيون وكانت قيد الإقامة الجبرية بسبب علاقاتها مع خدام بوئي.
في عام 1945، انهار نظام مانشوكو بعد الاستسلام الياباني في نهاية الحرب العالمية الثانية. حاولت لي الفرار من تشانغتشون، إلى جانب بوئي والإمبراطورة وانرونغ وأعضاء آخرين باقين في بلاط تشينغ القديم. كانت الإمبراطورة وانرونغ تعاني من أعراض انسحاب كبيرة من الأفيون في ذلك الوقت. لقد تم إجلاءها وكذلك بقية عائلة بوئي بالقطار من تشانغتشون إلى دالزيغو مون. وهناك، واصل بوئي السفر بالطائرة مع اثنين من شقيقاته فقط وإخوته، وثلاثة من أبناء أخيه، وطبيبه وخادمه إلى موكدين حيث تم اعتقاله ونقله إلى الاتحاد السوفيتي. وفقًا لبوئي، كانت لي خائفةً للغاية وتوسلت أن تُؤخذ معه، عندما غادر من داليزيغو إلى موكدين، لكنه أكد لها أنها ووانرونغ قد تصلان إلى اليابان أيضًا بالقطار. تشير بعض الوثائق على أن بوئي ترك النساء يرحلن بالقطار معتقدًا أن الجيش سوف يعاملهن على نحو أفضل من الرجال.
تم إلقاء القبض عليهم بعد وقت قصير من قبل القوات السوفيتية وإرسالهم إلى سجن في تشانغتشون. كانت الإمبراطورة وانرونغ تعاني من أعراض كبيرة لانسحاب الأفيون في ذلك الوقت. توفيت الإمبراطورة وانرونغ في نفس العام قبل فترة وجيزة من إطلاق سراح لي في عام 1946 التي أعيدت إلى الوطن. عملت لي في مصنع للنسيج ومكتبة في تشانغتشون، ودرست أعمال كارل ماركس وفلاديمير لينين. في عام 1955 بدأت زيارة بوئي في السجن. وبعد تقديم طلب إلى السلطات الصينية للحصول على الطلاق، ردت الحكومة في زيارتها للسجن التالية بعرضها على غرفة بها سرير مزدوج وأمرتها بالتصالح مع بوئي، وقالت إن الزوجين أطاعا الأمر.
طلقت لي رسميًا بوئي في العام 1958، وقد تزوجت لاحقًا من فني يدعى هوانغ يوجينغ (黃毓庚)، وأنجبت منه ولدين. وخلال الثورة الثقافية، أصبحت لي هدفًا للهجوم من قبل الحرس الأحمر لأنها اعتادت أن تكون محظية بوئي.
توفيت في 24 أبريل 2001 عن عمر يناهز 73 عامًا في تشانغتشون بعد معركة استمرت ست سنوات مع تشمع الكبد.

## روابط خارجية
- وفاة الزوجة السابقة لآخر إمبراطور صيني، صحيفة الشعب اليومية، 28 أبريل 2001